# Ödenturm

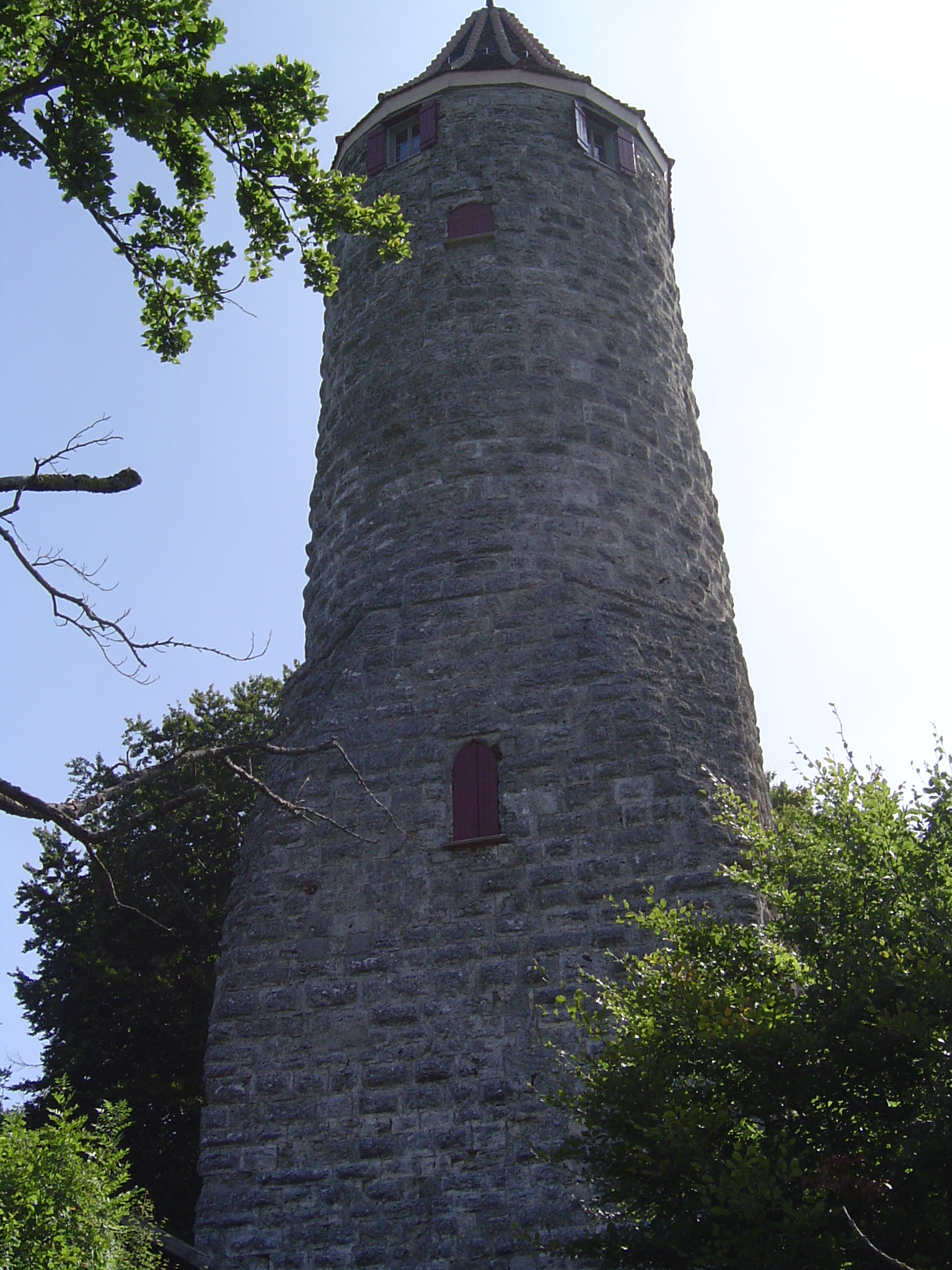
Der Ödenturm über Geislingen

Der Ödenturm ist ein Aussichtsturm auf einem Bergsporn über Geislingen an der Steige am Rande der Schwäbischen Alb. Bis heute ist er eines der Wahrzeichen der Stadt. Der Name Ödenturm geht auf das Wort öde (einsam) zurück. Als Standort des Turmes wurde eine etwa 60 m lange und 15 m breite Fläche künstlich angelegt.

## Geschichte
Obwohl der Turm eng mit der Geschichte der benachbarten Burg Helfenstein verknüpft ist, können die Erbauungszeit und Zweckbestimmung bisher nicht eindeutig genannt werden. Adelbert Schuholz vermutete 1981, dass der Bau dem ersten Viertel des 15. Jahrhunderts zuzuschreiben sei, um den Verteidigungswert der Burg Helfenstein zu erhöhen. Aufgrund der angewandten Mauerwerkstechnik könnte der Turm jedoch auch schon zwischen 1150 und 1250 in der spätstaufischen Epoche entstanden sein, da in dieser Zeit mit Vorliebe Buckelquaderbauweise verwendet wurde. Auch die Gestalt wäre für das 12. und 13. Jahrhundert nicht außergewöhnlich. Da der Ödenturm jedoch 1420 erstmals urkundlich erwähnt wurde, ist dies mindestens sein Baualter. Die Grundmauern des Turmsockels sind 2,5 Meter dick, die Höhe bis zur Turmspitze beträgt 33,4 Meter (115 Ulmer Schuh).
Der ursprüngliche Eingang lag neun Meter über dem Boden und war nur durch eine Leiter zugänglich. Das heutige Eingangstor wurde nach der Schleifung des Helfensteins im Jahre 1552 hineingebrochen. Von da ab diente der Ödenturm als Wachturm für die Stadt Geislingen. 1558 wurde auf dem Turm eine Glocke angebracht, die bei Feuersbrünsten in der Umgebung geläutet wurde. Außerdem wurden bei Brandgefahr Warnschüsse aus einem Geschütz abgefeuert.
Im Jahr 1802 wurde der Ödenturm von der Stadt Ulm an Bayern abgetreten, er sollte abgebrochen werden. Auf dringendes Bitten der Geislinger Bürgerschaft verfügte jedoch die bayrische Regierung, dass der Turm als Wahrzeichen der ganzen Gegend vor dem Abbruch verschont blieb. Acht Jahre später wurde der Ödenturm dann württembergischer Staatsbesitz. Am 16. Juni 1823 ging der Turm durch einen Tausch in das Eigentum der Stadt Geislingen über.

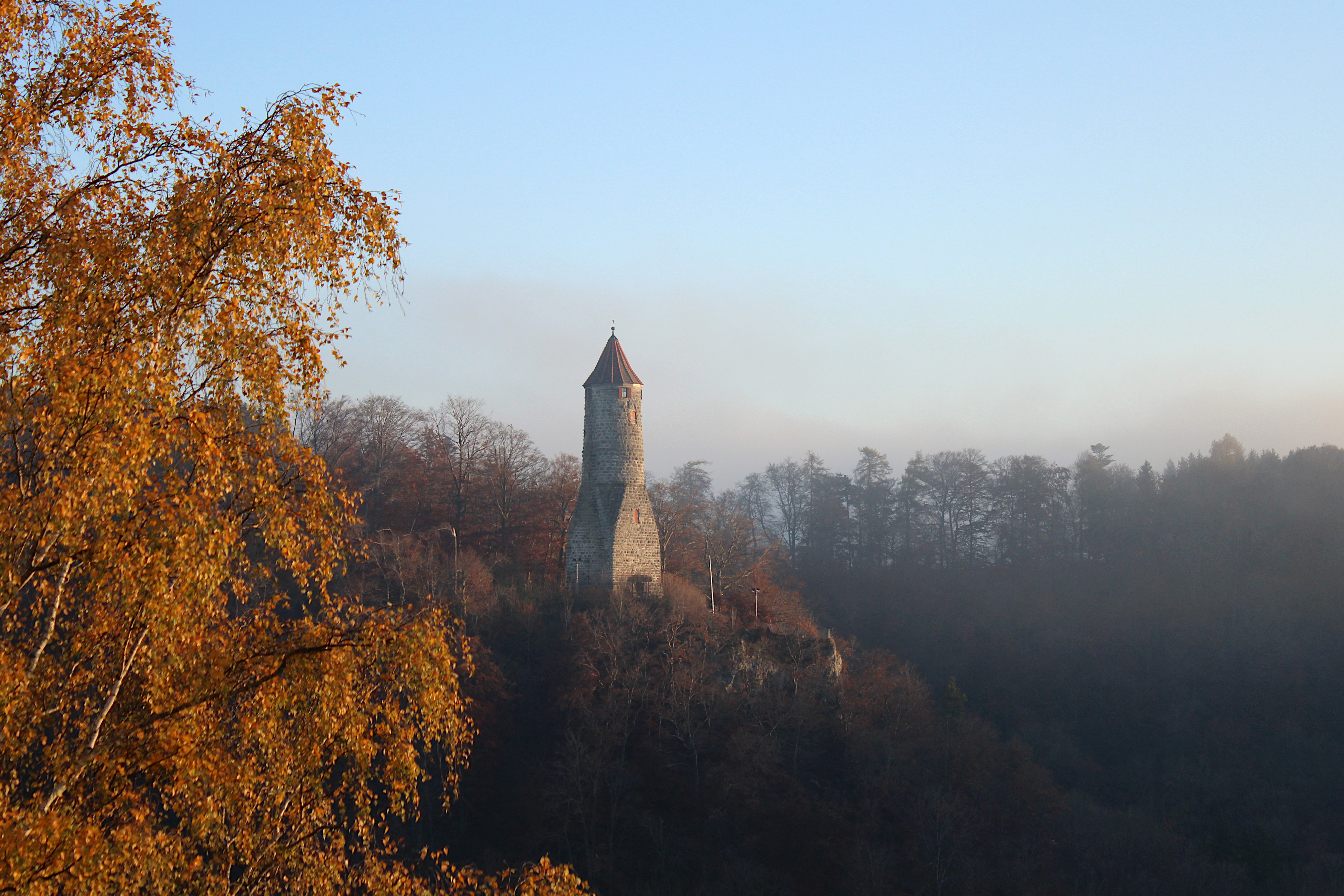
Der Blick auf den Ödenturm von der Burg Helfenstein aus, November 2021

Im Verlauf der Jahrhunderte brannte der Ödenturm durch Blitzschlag fünfmal aus. Im Sommer 1669 wurde ein Türmer vom Blitz getötet. Der letzte große Brand war am 18. Januar 1921, danach wurden Turmhelm, Treppe und die Turmstube in der jetzigen Form instand gesetzt. Der denkmalgeschützte Turm kann heute bestiegen werden und dient als Aussichtsturm.

## Besichtigungszeiten
Der Turm ist von Mai bis Oktober an Sonntagen von 10 bis 17 Uhr geöffnet und kann über eine innenliegende Holztreppe erstiegen werden. Der Eintritt ist frei, Spende wird erbeten.